# Xinhu (socken i Kina, lat 35,84, long 116,31)
Xinhu (kinesiska: 新湖乡, 新湖) är en socken i Kina. Den ligger i provinsen Shandong, i den östra delen av landet, omkring 110 kilometer sydväst om provinshuvudstaden Jinan. Antalet invånare är 47137. Befolkningen består av 23 719 kvinnor och 23 418 män. Barn under 15 år utgör 16,0 %, vuxna 15-64 år 73 %, och äldre över 65 år 9,0 %.
Genomsnittlig årsnederbörd är 667 millimeter. Den regnigaste månaden är juli, med i genomsnitt 208 mm nederbörd, och den torraste är januari, med 2 mm nederbörd.